# Tony Cronstam
Tony Jacques Cronstam, tidigare Tony Darwiche, född 6 augusti 1969 i Växjö, är en svensk serietecknare och skaparen av serien Elvis.
Tony Cronstam är uppvuxen i bland annat Landskrona. Han arbetade som rollspelsillustratör på Target Games under 1980-talet, serietidningsdebuterade i Svenska Serier 1990 och har sedan 1990 arbetat för tidningen Bamse, där han var ordinarie omslagstecknare åren 1998–2001. Mellan 1999 och 2004 var Cronstam lärare på Serieskolan i Malmö. Serien Elvis inleddes 2000 i Metro. Några år in i serien började han skriva Elvis tillsammans med hustrun Maria Cronstam, fram till deras skilsmässa 2014 då all nyproduktion av serien lades på is. 2024 fick Elvis åter nytt liv via plattformen Instagram. Åren 2015–2017 publicerade han fyra bilderböcker med figurerna Snipp och Snopp. 2019 debuterade han som Disneyserietecknare i Kalle Anka & Co. 

## Biografi

### Uppväxt
Tony Cronstam, född i Växjö 1969, växte upp i ett kristet hem tillsammans med sin pappa Ibrahim "Apo" Darwiche (f. 1945) som varit på väg att läsa till präst i hemlandet Libanon men istället kommit till Sverige 1967. "Han träffade min mamma i Växjö och där föddes jag", har Cronstam berättat; "Sedan flyttade vi vidare till Borås, Höganäs, [Helsingborg och] Landskrona." Föräldrarna separerade under 1970-talet. Fadern kom att bedriva antik- och loppishandel i Landskrona, där Cronstam växte upp från tidigt 1980-tal. Han har tre systrar och två bröder. De serier Tony Cronstam läste som barn var framförallt Kalle Anka, skräckserier och Marvel.
Vid flytten från Helsingborg till Landskrona vid 14 års ålder bytte han högstadieskola från Fredriksdal till Dammhag och hamnade då i en mycket stökig klass: "Jag gick i Dammhags stökigaste klass. Det var till och med någon herrtidning som gjorde ett reportage om matkrigen under luncherna och alla stackars vikarier som inte stod ut med oss", har Cronstam berättat. Som gymnasist gick han ekonomisk linje på Gullstrandskolan, med Gunnar Thunberg (f. 1942) som uppskattad teckningslärare.
Cronstam har ärvt en del av sin tecknartalang av pappan men kanske främst från mamman – tecknaren och pedagogen Ann Charlotte Cronstam (1951–1996) sedermera gift Palm – som var en uppmuntrande kraft i sonens tidiga tecknande.
| ”                      | Min mamma var nog ovanlig som förälder på det sättet, att hon inte berömde förbehållningslöst. Hon kunde absolut uppmuntra och berömma när hon såg något hon tyckte om, men hon gav också kritik. Bra kritik, sorten som utvecklar. Hon kunde säga saker som ”han måste sluta fingrarna kring äpplet, annars tappar han det”. När jag blev äldre tog hon med mig på kroki. Hon var fenomenal. En av de bästa tecknare jag mött. | „ |
| – Tony Cronstam, 2019. | |   |

### Autodidakt
Cronstam är självlärd som tecknare. Redan i gymnasiet frilansade han som reklamtecknare. I gymnasieåldern blev han antagen till en konstskola som han i slutändan valde att avstå, ett beslut han senare förklarat med ungdomligt oförstånd. Anledningen var att han ville utveckla sin egen stil utan påverkan från andra; "jag hade en korkad föreställning om att jag inte skulle låta någonting påverka mig", har han förklarat. "Jag förstod inte då att alla som skapar förr eller senare hittar sitt eget sätt", som han sa i en intervju 2005; "Man behöver inte göra som jag och gå den omständliga, besvärliga vägen och ge sig själv huvudvärk."

### Rollspelstiden
Som 18-åring övertalades han av den yngre brodern Eric att skicka in arbetsprover till rollspelsföretaget Target Games i Stockholm vilket ledde till en anställning som originalare/illustratör. Det blev en lärorik tid i Stockholm men han längtade hem till Landskrona och flyttade därför tillbaka.

### Mellan rollspelstiden och Bamse
Väl tillbaka i Landskrona jobbade han med lite allt möjligt. Han arbetade bland annat inom faderns auktionsfirma och densammes videobutik, var vaktmästare på ett sjukhus, var lärarassistent, samt jobbade ombord på en båt (delvis som kökspersonal).
1990 serietidningsdebuterade han i Svenska Serier.

### Bamse
Cronstam frågade 1990 kompisen och serieförfattaren Pidde Andersson om denne visste någon som behövde en tecknare och blev då tipsad om tidningen Bamse som nyligen tagits över av Serieförlaget/Hemmets Journal i Malmö (tillhörande danska mediekoncernen Gutenberghus, sedan 1992 känt som Egmont).
| ”                      | Jag skickade in riktigt dåliga arbetsprover men Bosse Michanek och Jan Magnusson hade sett andra grejor jag hade gjort (i Svenska serier) och tyckte att jag var ung och lovande för min ålder. Jag fick höra senare att Jan hade sagt att han trodde att jag skulle kunna bli "en hyfsad Bamsetecknare". Jag bestämde mig för att bli bättre än hyfsad bara för att visa honom. | „ |
| – Tony Cronstam, 2004. | |   |

Cronstams första publicering i Bamse ägde rum i nummer 4/1991, och enligt chefredaktören Jan Magnusson utvecklades Cronstam väldigt snabbt. Vidare sa Magnusson i en intervju 1993 att Cronstams stil funkar "väldigt bra" ihop med Bamse och att hans styrka var figurerna. På den tiden uppmanades tecknarna att efterlikna Bo Michaneks manér, och Cronstam lyckades uppnå en stil förvillande lik Michaneks.
Serieskaparna i Bamse var allt som oftast anonyma fram till 1999. Cronstam blev offentligt omnämnd som Bamse-tecknare från åtminstone 1992 och fick sitt namn utskrivet i specialhäftet "Bamse och bråkstaken" (1996) några år innan han avanonymiserades i den månatliga huvudpublikationen. Han var den förste Bamsetecknaren efter Rune Andréasson som tilläts att regelbundet signera sina sidor.
Cronstam föredrar som regel att själv tuscha sina teckningar. Dock tuschades hans Bamse-sidor av Ann Härdfeldt åren 1993–1995. I sitt tuschande använde han pensel under de tidiga åren som Bamsetecknare för att sedan, under 1990-talets andra hälft, övergå till stålstift vilket innebar dels en lite kantigare linje och dels att han använde samma sorts redskap som Bamses ursprunglige upphovsman Rune Andréasson använde när han själv tecknade Bamse.
Åren 1998–2001 var Cronstam Bamse-tidningens huvudsaklige omslagstecknare. Under de åren var det också Tony Cronstam som korrigerade andra Bamsetecknares bilder.
Från och med "Bamse och Guld-Gnoms skatt" i Bamse 1–2/2001 har Tony Cronstam, på egen begäran, ritat i en friare stil med förenklad arbetsmetodik liknande Rune Andréassons eget manér och tillvägagångssätt. Det innebar, för att citera Joakim Gunnarsson (som hejade på utvecklingen inifrån Bamseredaktionen), "mindre konstruerade och i gengäld mer livfulla figurer".

### Vogel & Sköldpadda
När jobbet som Bamsetecknare blev för segt brukade Cronstam roa sig med att kladda i marginalen till de seriesidor han arbetade på. På den vägen föddes ett antal skruvade versioner av olika Bamsefigurer i mitten av 1990-talet. Cronstam hade velat skapa ett eget seriealbum men gav upp dessa planer, och ur detta uppstod en frustration som ledde till att han istället utvecklade en serie influerad av de parodierade Bamsefigurerna: "När jag gav upp skapades plötsligt figuren Mullvad och sedan måste jag ha två bifigurer för att handlingen skulle föras framåt, så jag kladdade ner Vogel och Sköldpadda." Sköldpadda var liksom förebilden Skalman mycket intelligent och uppfinnare om än en misslyckad sådan. I början hade han dessutom en likadan hatt som Skalman.
Konceptet användes till en strippserie publicerad i tidningen Mitt Örestad i mitten av 1990-talet.
Figuren Sköldpadda kom i en senare version att kallas Shelvin, och figurdesignen återanvändes sedermera i skapandet av humorserien Elvis (2000–).

### Serieskolan i Malmö
I augusti 1999 startades Serieskolan i Malmö som en ettårig kurs inom Kvarnby Folkhögskola, med Lars Magnar Enoksen som ensam lärare. Kursen förstärktes med Tony Cronstam som deltidsanställd lärare från november samma höst. Från vårterminen 2000 anställdes (istället för Enoksen) Fredrik Strömberg och Gunnar Krantz som tillsammans med Cronstam kom att dela på undervisningen de närmaste åren. Cronstam utformade en logotyp åt serietecknarskolan som togs i bruk under utbildningens första verksamhetsår.

### Elvis

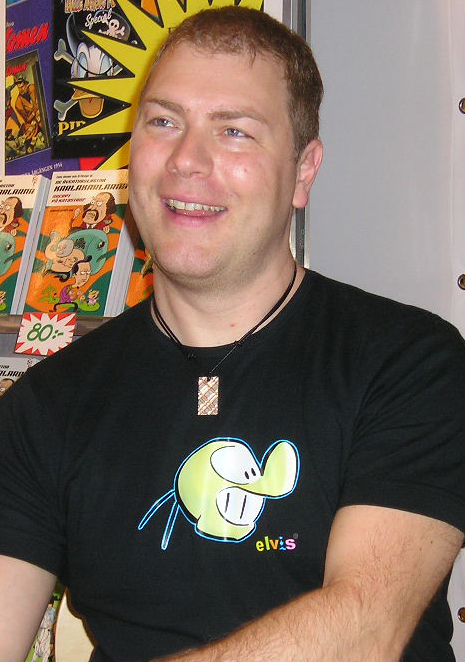
Tony Cronstam på Bokmässan i Göteborg 2006. På tröjan syns den egna seriefiguren Elvis.

Det som skulle bli serien Elvis var än så länge både namnlös och opublicerad i början av vårterminen 2000, mindes lärarkollegan Fredrik Strömberg tio år senare: "Jag minns framför allt diskussionerna om figurens namn – där ett antal förslag, som nog bäst lämpar sig åt historiens glömska, diskuterades innan Elvis slogs fast som det (nu i efterhand) givna alternativet." En av eleverna på Serieskolan kallade sig Elvis, vilket fick Cronstam att välja det namnet. Tony blev tipsad av eleven och Metro-skribenten Jenny Holmlund om Metro som tänkbar köpare. Serien fick sin urpremiär där i juni 2000 och blev därigenom snabbt en av landets mest lästa serier.
Efter närmare 3 000 strippar, 19 samlingsböcker och egen serietidning pausades Elvis 2014. Ett fåtal nya Elvis-strippar publicerades kring årsskiftet 2017/18. I augusti 2024 återupptog däremot Tony tecknandet av Elvis igen. Men nu publicerades hans strippar på Facebook och Instagram med planerad publicering i dagspress med mera framöver.

### Snipp och Snopp
Åren 2015 till 2017 publicerade han fyra bilderböcker om figurerna Snipp och Snopp på Idus förlag.

### Disneytecknande
Kalle Anka var första serien Cronstam läste som barn. Bland dess kreatörer fastnade han särskilt för Carl Barks, Vicar och Daniel Branca. Efter att ha avslutat arbetet med Elvis 2014 hade Cronstam för första gången på länge tid att testa något nytt och kände då för att börja teckna Kalle Anka, en vilja han alltid haft.
I ett webbteve-inslag med Orvar Säfström hösten 2015 offentliggjorde Cronstam att han blivit godkänd som Kalle Anka-tecknare åt Egmont i Köpenhamn. Han debuterade som Disneyserietecknare med Magica de Hex-serien ”Trolltiderna förändras” i Kalle Anka & Co nummer 6/2019, till vilken han också gjorde ett omslag på samma tema. Under mellantiden fick han även i uppdrag att mussifiera programledarna i TV4:s Nyhetsmorgon, i samband med Musse Piggs 90-årsjubileum hösten 2018.
Som ny Kalle Anka-tecknare instruerades Cronstam av Fernando Guell – art director för Disney Europe – att utgå ifrån Barks och Brancas manér. Uppmaningen passade Cronstam perfekt, eftersom Branca redan tidigare starkt påverkat hans teckningsstil (i framförallt Elvis).

## Privatliv
Tony Cronstam var gift med Maria Cronstam 1990–2014. Äktenskapet kom att skildras i den bitvis mycket självbiografiska serien Elvis, även om det understrukits att Maria Cronstam i verkligheten var snällare än sitt alter ego Hedvig. Paret hade under 00-talet, liksom i serien, en katt vid namn Sonny, namngiven efter Sonny Corleone i Gudfadern. Katten lämnades kvar i Malmö när paret flyttade till Lund, i samband med att de fick barn. Parets gemensamma dotter Ofelia har förutom att figurera i Elvis-serierna (där kallad Lillan) också varit en inspiratör och samarbetspartner vid tillkomsten av böckerna om Snipp och Snopp.
Totte, som var en central bifigur i Elvis under de tidiga åren, är baserad på en av Cronstams bästa kompisar. Genom åren har även åtskilliga andra bekanta till familjen Cronstam dykt upp som bifigurer i serien, varav somliga presenterats med foto i olika samlingsutgåvor.
Cronstam är sedan 2017 gift med kulturentreprenören Suzanne Cronstam.

## Tecknade serier

### Äventyrarna (1989)
Originalserie för tidningen Sinkadus nummer 17 (februari 1989), tillsammans med Stefan Thulin.

### Svenska Serier(1990–1992)
- "Provet", 6 s. (nr 3/1990), text: Jonny Johansson
- "Okänt föremål", 1 s. (nr 4/1990)
- "Torpeden", 4 s. (nr 1/1992), bild: Mikael Tomasic

### Bamse (1991–)
| År   | Titel                                                 | Kod      | Sid. | 1:a publicering (i Bamse om ej annat anges) | 1:a publicering (i Bamse om ej annat anges) | Manus | Bild | Övriga manusförfattare                    | Övriga bildskapare       |
| År   | Titel                                                 | Kod      | Sid. | publikation                                 | sidnr                                       | Manus | Bild | Övriga manusförfattare                    | Övriga bildskapare       |
| ---- | ----------------------------------------------------- | -------- | ---- | ------------------------------------------- | ------------------------------------------- | ----- | ---- | ----------------------------------------- | ------------------------ |
| 1991 | Katten Janson väntar ut tiden                         |          | 2    | #209 (4/91)                                 | 33–34                                       |       | ✔    | Michael Begovich                          | Bo Michanek              |
| 1991 | En bra sak                                            |          | 1    | #211 (6/91)                                 | 7                                           |       | ✔    | Johan Höjer (JHö)                         |                          |
| 1991 | Skalmans träningsmaskin                               |          | 2    | #212 (7/91)                                 | 33–34                                       |       | ✔    | Jakob Nelson                              |                          |
| 1991 | Ge katten i vattnet, Racke!                           |          | 3    | #213 (8/91)                                 | 32–34                                       |       | ✔    | Otto Medin (OM)                           |                          |
| 1991 | Ful och farlig – eller bara..?                        |          | 13   | #214 (9/91)                                 | 15–27                                       |       | ✔    | Johan Wanloo (JoW)                        |                          |
| 1991 | Brummas hemliga rum                                   |          | 2    | #217 (12/91)                                | 48–49                                       |       | ✔    | JHö                                       |                          |
| 1992 | Brummas hemliga vänner                                |          | 2    | #218 (1/92)                                 | 24–25                                       |       | ✔    | JHö                                       |                          |
| 1992 | Bamses skola: om klockan                              |          | 2    | #219 (2/92)                                 | 18–19                                       |       | ✔    | Jan Magnusson (JM)                        |                          |
| 1992 | Brumma och damm-råttorna                              |          | 3    | #220 (3/92)                                 | 31–33                                       |       | ✔    | JHö                                       |                          |
| 1992 | Vargen: Den glömda födelsedagen                       |          | 6    | #222 (5/92)                                 | 21–26                                       |       | ✔    | Sören Axén (SA)                           |                          |
| 1992 | Brummas hemliga rum – Floden                          |          | 4    | #224 (7/92)                                 | 30–32                                       |       | ✔    | JHö                                       |                          |
| 1992 | Mini-Hopp vill ha allt!                               |          | 1    | #225 (8/92)                                 | 34                                          |       | ✔    | Ann Bülow (ABü) + JM                      |                          |
| 1992 | Det är tanken som räknas                              |          | 3    | #226 (9/92)                                 | 16–18                                       |       | ✔    | ABü + JM                                  |                          |
| 1992 | Bamse och tågrånarna I (1/2)                          |          | 19   | #227 (10/92)                                | 3–21                                        |       | ✔    | Claes Reimerthi (CR)                      |                          |
| 1992 | Brummas hemliga rum: Herr Borste och Skyfflan borta!  |          | 4    | #227 (10/92)                                | 22–25                                       |       | ✔    | JHö                                       |                          |
| 1992 | Vart tog Farmors nyckel vägen? – den bara försvann!   |          | 8    | #227 (10/92)                                | 27–34                                       |       | ✔    | Birgitta Höglund (BHö) + JM               |                          |
| 1992 | Bamse och tågrånarna II (2/2)                         |          | 16   | #228 (11/92)                                | 3–18                                        |       | ✔    | CR                                        |                          |
| 1992 | Riffan, Raffan och Ruff lussar                        |          | 4    | #229 (12/92)                                | 21–22                                       |       | ✔    | JM + Bo Michanek (BoM)                    |                          |
| 1993 | Får man ha alla rätt?                                 |          | 10   | #230 (1/93)                                 | 25–34                                       |       | ✔    | Dan Andréasson (DA)+JM+David Larsson (DL) |                          |
| 1993 | Lurvas: Ärlighet smakar bäst                          |          | 2    | #231 (2/93                                  | 32–33                                       |       | ✔    | DL                                        |                          |
| 1993 | Brumma svarar på sitt sätt                            |          | 1    | #231 (2/93                                  | 34                                          |       | ✔    | JHö                                       |                          |
| 1993 | Katten Janson är vackrast i världen – tycker han, ja! |          | 5    | #231 (2/93                                  | 35–39                                       |       | ✔    | Lasse Olsson                              |                          |
| 1993 | För tidigt Vargen! Alldeles för tidigt!!              |          | 4    | #232 (3/93)                                 | 15–18                                       |       | ✔    | SA                                        |                          |
| 1993 | Bamses skola: om majs                                 |          | 1    | #232 (3/93)                                 | 19                                          |       | ✔    | JM                                        |                          |
| 1993 | Vem är Brumma egentligen?                             |          | 5    | #233 (4/93)                                 | 18–22                                       |       | ✔    | JHö                                       | Ann Härdfeldt            |
| 1993 | Cirkus-skoj                                           |          | 11   | #233 (4/93)                                 | 23–33                                       |       | ✔    | SA                                        | Ann Härdfeldt            |
| 1993 | Katten Janson på slak lina                            |          |      | #234 (5/93)                                 | 29–33                                       |       | ✔    | JM                                        |                          |
| 1993 | Vargkusinerna bjuder på andra bullar                  |          | 6    | #235 (6/93)                                 | 13–18                                       |       | ✔    | SA                                        | Ann Härdfeldt            |
| 1993 | Brummas hemliga rum – Fångade alla tre!               |          | 4    | #236 (7/93)                                 | 15–18                                       |       | ✔    | JHö                                       | Ann Härdfeldt            |
| 1993 | Den mystiska ön                                       |          | 13   | #236 (7/93)                                 | 36–48                                       |       | ✔    | JHö                                       | Ann Härdfeldt            |
| 1993 | Bamses skola: om varma källor och gejsrar             |          | 1    | #236 (7/93)                                 | 49                                          |       | ✔    | Bernt Horner + JM                         | Ann Härdfeldt            |
| 1993 | Bamses skola: om eko                                  |          | 1    | #237 (8/93)                                 | 28                                          |       | ✔    | JM                                        | Ann Härdfeldt            |
| 1993 | Vargen: "Hurra för vintern och goda grannar!"         |          | 4    | #242 (12/93)                                | 19–22                                       |       | ✔    | SA                                        | Ann Härdfeldt            |
| 1993 | Mini-Hopp och Plåt-Hoppe                              |          | 6    | #242 (12/93)                                | 29–34                                       |       | ✔    | SA                                        | Ann Härdfeldt            |
| 1993 | Bamse: Fonotratten och Tutilurarna                    |          | 21   | Bamse-Extra 2                               | 1–21                                        |       | ✔    | JM+DA                                     | Ann Härdfeldt            |
| 1993 | Bamse: Månsanden                                      |          | 27   | Bamse-Extra 2                               | 37–64                                       |       | ✔    | OM+DA+JM                                  | Ann Härdfeldt            |
| 1994 | Bamse och elddrakarna                                 |          | 17   | #243 (1/94)                                 | 3–19                                        |       | ✔    | JHö                                       | Ann Härdfeldt            |
| 1994 | Katten Janson: En tallrik mjölk                       |          | 3    | #243 (1/94)                                 | 20–22                                       | ✔     | ✔    |                                           |                          |
| 1994 | Vargen: "Bara en varg förstår en varg"                |          | 4    | #244 (2/94)                                 |                                             |       | ✔    | SA                                        | Ann Härdfeldt            |
| 1994 | Lille Skutt: ”I motvind och medvind”                  |          | 2    | #246 (4/94)                                 | 19–20                                       |       | ✔    | SA                                        | Ann Härdfeldt            |
| 1994 | Krösus och de värdefulla stenarna                     |          | 6    | #247 (5/94)                                 | 25–50                                       |       | ✔    | JoW                                       | Ann Härdfeldt            |
| 1994 | Bamses skola: om flinta                               |          | 1    | #248 (6/94)                                 | 17                                          |       | ✔    | SA+JM                                     | Ann Härdfeldt            |
| 1994 | Brummas hemliga rum: Skrammelmusik!                   |          | 3    | #248 (6/94)                                 | 19–21                                       |       | ✔    | JHö                                       |                          |
| 1994 | Bamse: Sandslottstävlingen                            |          | 12   | #249 (7/94)                                 | 20–31                                       |       | ✔    | BHö                                       | Ann Härdfeldt (sid 3–12) |
| 1994 | Ett riktigt lureri                                    |          | 3    | #249 (7/94)                                 | 32–34                                       |       | ✔    | SA                                        | Ann Härdfeldt            |
| 1994 | Lille Skutt i fotbolls-VM                             |          | 15   | #249 (7/94)                                 | 36–50                                       |       | ✔    | Olof Siverbo (OS)                         | Ann Härdfeldt            |
| 1994 | Mini-Hopp: Monster vill också lyckas                  |          | 6    | #252 (10/94)                                | 10–15                                       |       | ✔    | JoW                                       | Ann Härdfeldt            |
| 1994 | Vem får äpplet?                                       |          | 4    | #253 (11/94)                                | 23–26                                       |       | ✔    | Harald Sonesson                           | Ann Härdfeldt            |
| 1994 | Katten Janson och Husmusen: ”Mus i hus fixar ljus”    |          | 5    | #254 (12/94)                                | 45–49                                       |       | ✔    | SA                                        | Ann Härdfeldt            |
| 1994 | Katten Janson har julgranskul                         |          | 4    | #255 (13/94)                                | 27–30                                       |       | ✔    | JM                                        | Ann Härdfeldt            |
| 1994 | Bamse och greve Fidelio                               |          | 16   | Bamses jul-album 4                          | 3–18                                        |       | ✔    | OS                                        | Ann Härdfeldt            |
| 1995 | Mini-Hopp går till tandläkaren                        |          | 4    | #259 (4/95)                                 | 30–33                                       |       | ✔    | Anna Friberger (AF) + JM                  |                          |
| 1995 | Nalle-Maja och ringarna                               |          | 5    | #262 (7/95)                                 | 46–50                                       |       | ✔    | Alexander Kuprijanko (AK)                 |                          |
| 1995 | Teckningstävlingen                                    |          | 11   | #265 (10/95)                                | 22–32                                       |       | ✔    | OS                                        | Ann Härdfeldt            |
| 1995 | Bamse och Amadeus Björns fotografi                    |          | 15   | #267 (12/95)                                | 20–34                                       |       | ✔    | OS                                        | Ann Härdfeldt            |
| 1995 | Skalmans specialpulka/Vargens Pulka                   |          | 4+5  | #268 (13/95)                                | 22–30                                       |       | ✔    | SA                                        | Ann Härdfeldt            |
| 1995 | Katten Janson och färgburken                          |          | 3    | #268 (13/95)                                | 31–33                                       | ✔     | ✔    |                                           |                          |
| 1996 | Vicki Varg: Biten i mitten                            |          | 2    | #272 (4/96)                                 | 24–25                                       |       | ✔    | Joakim Gunnarsson (JG)                    |                          |
| 1996 | Mini-Hopp och morots-monstret                         |          | 9    | #272 (4/96)                                 | 26–34                                       |       | ✔    | JG+DA+JM                                  |                          |
| 1996 | Teddy: "Är hälften av tolv verkligen sju?": 7+7=?     |          | 1    | #273 (5/96)                                 | 17                                          |       | ✔    | JG                                        |                          |
| 1996 | Bamses skola: Om siffror                              |          | 1    | #273 (5/96)                                 | 18                                          |       | ✔    | JG                                        |                          |
| 1996 | Burre blir bränd                                      |          | 12   | #273 (5/96)                                 | 20–31                                       |       | ✔    | CR                                        |                          |
| 1996 | Ordtävling                                            |          | 1    | #273 (5/96)                                 | 34                                          |       | ✔    | SA+JM                                     |                          |
| 1996 | En riktigt ”tuff” dikt                                |          | 6    | #274 (6/96)                                 | 28–33                                       |       | ✔    | JG                                        | Ann Härdfeldt            |
| 1996 | Bamse och Orvar Orm                                   |          | 8    | #276 (8/96)                                 | 25–32                                       |       | ✔    | OS                                        |                          |
| 1996 | Dags att bada, Katten Janson                          |          | 1    | #276 (8/96)                                 | 34                                          |       | ✔    | OS                                        |                          |
| 1996 | Kommer inte jultomten någon gång?                     |          | 16   | #280 (12/96)                                | 3–18                                        |       | ✔    | DA+JM+BHö                                 |                          |
| 1996 | Katten Janson: ett litet julbus bara                  |          | 2    | #280 (12/96)                                | 36–37                                       |       | ✔    | JM                                        |                          |
| 1996 | Krösus Sorks jul                                      |          | 5    | #281 (13/96)                                | 3–7                                         |       | ✔    | OS                                        |                          |
| 1996 | "Inga riktiga tomtar"                                 |          | 11   | Bamses jul-album 6                          | 3–13                                        |       | ✔    | SA                                        |                          |
| 1996 | Brumma och isbiten                                    |          | 18   | Bamses jul-album 6                          | 31–48                                       |       | ✔    | AF+DA+JM                                  |                          |
| 1997 | Skalman i topp                                        |          | 3    | #282 (1/97)                                 | 32–34                                       |       | ✔    | OS                                        |                          |
| 1997 | Katten Janson och Husmusen: Vem behöver vem – mest?   |          | 4    | #284 (3/97)                                 | 18–21                                       |       | ✔    | SA                                        |                          |
| 1997 | Vilket hopp, Skalman                                  |          | 5    | #286 (5/97)                                 | 22–26                                       |       | ✔    | OS                                        |                          |
| 1997 | Mini-Hopp: Goddag och Hejdå!                          |          | 1    | #286 (5/97)                                 | 27                                          |       | ✔    | Simon Palmkvist+JM                        |                          |
| 1997 | Bamse och Knock-Otto                                  |          | 1    | #290 (9/97)                                 | 18                                          |       | ✔    | SA                                        |                          |
| 1997 | Den hemliga (?) kompisen                              |          | 13   | #291 (10/97)                                | 20–32                                       |       | ✔    | JM                                        |                          |
| 1997 | Nalle-Majas nya nos                                   |          | 4    | #292 (11/97)                                | 31–34                                       |       | ✔    | JG                                        |                          |
| 1997 | Skalmans julklapparat                                 |          | 7    | #293 (12/97)                                | 19–25                                       |       | ✔    | OS                                        |                          |
| 1997 | Sega saker                                            |          | 1    | #293 (12/97)                                | 32                                          |       | ✔    | SA                                        |                          |
| 1997 | Sjörövarjul                                           |          | 10   | Bamses jul-album 7                          | 39–48                                       |       | ✔    | Lisbeth Wremby (LiW)+SA                   |                          |
| 1998 | Bamse och den magiska ringen                          |          | 9    | #295 (1/98)                                 | 3–11                                        |       | ✔    | OS                                        |                          |
| 1998 | Brumma äter dunder-honung – och vad händer då?        |          | 3    | #295 (1/98)                                 | 16–18                                       |       | ✔    | JM + David Liljemark (DLk)                |                          |
| 1998 | Mini-Hopp och snögubbens näsa                         |          | 2    | #296 (2/98)                                 | 26–27                                       | ✔     | ✔    |                                           |                          |
| 1998 | Burres vattenpistol                                   |          | 4    | #297 (3/98)                                 | 31–34                                       |       | ✔    | DLk                                       |                          |
| 1998 | Sagan om den kluriga påsk-haren                       |          | 2    | #298 (4/98)                                 | 26–27                                       |       | ✔    | SA                                        |                          |
| 1998 | Lille Skutt kör cykel-taxi                            |          | 4    | #299 (5/98)                                 | 31–34                                       |       | ✔    | OS                                        |                          |
| 1998 | Klasstidningen                                        |          | 17   | #300 (6/98)                                 | 3–19                                        |       | ✔    | OS                                        |                          |
| 1998 | Förbjudet att bada                                    |          | 3    | #301 (7/98)                                 | 16–18                                       |       | ✔    | OS+JM+DLk                                 |                          |
| 1998 | Mini-Hopp och blomleken                               |          | 2    | #301 (7/98)                                 | 20–21                                       |       | ✔    | Anja Kuprijanko (AnK)+JM                  |                          |
| 1998 | Riddarlek                                             |          | 4    | Bamse-Extra 9                               | 66–69                                       |       | ✔    | DA+JM+BoM                                 |                          |
| 1998 | Grattis, Lill-Piggis!                                 |          | 3    | #302 (8/98)                                 | 17–19                                       |       | ✔    | OS                                        |                          |
| 1998 | Kurragömma på stranden                                |          | 1    | #302 (8/98)                                 | 50                                          |       | ✔    | SA                                        |                          |
| 1998 | Skalman och Bankrånar-Bisse                           | BA 97130 | 5    | #305 (11/98)                                | 23–27                                       |       | ✔    | OS                                        |                          |
| 1998 | Burres pappas "jobb"                                  | BA 97180 | 5    | #305 (11/98)                                | 30–34                                       |       | ✔    | DLk+JM+DA                                 |                          |
| 1998 | Nalle-Maja blåser såpbubblor                          | BA 97128 | 4    | #307 (13/98)                                | 31–34                                       |       | ✔    | JG                                        |                          |
| 1998 | Alla säger "hakuna matata"                            |          | 2    | Bamse-Extra 11                              | 253–254                                     |       | ✔    | JHö+JM                                    |                          |
| 1999 | Kubbe Varg och dunderhonungen                         | BA 98080 | 2    | #308 (1/99)                                 | 11–12                                       | ✔     | ✔    |                                           |                          |
| 1999 | Brummas hemliga rum: Rostdraken                       | BA 97180 | 6    | #308 (1/99)                                 | 14–19                                       |       | ✔    | DLk+JM                                    | Ann Härdfeldt            |
| 1999 | Brummas snögubbe                                      | BA 97135 | 2    | #310 (3/99)                                 | 16                                          |       | ✔    | OS                                        |                          |
| 1999 | Teddy får en idé                                      | BA 98117 | 2    | #310 (3/99)                                 | 22–23                                       | ✔     | ✔    |                                           |                          |
| 1999 | Brum blir kär                                         | BA 98088 | 10   | #311 (4/99)                                 | 16–25                                       |       | ✔    | JM+DA+Marc Johnsson                       |                          |
| 1999 | Katten Janson och dunderblundern                      | BA 98125 | 3    | #312 (5/99)                                 | 27–29                                       | ✔     | ✔    |                                           |                          |
| 1999 | Sorkligan och inträdesprovet                          | BA 97114 | 3    | #313 (6/99)                                 | 14–16                                       |       | ✔    | SA                                        |                          |
| 1999 | Lurvas och sjöodjuret                                 | BA 99002 | 5    | #313 (6/99)                                 | 19–23                                       |       | ✔    | JM+Rune Andréasson (RA)                   |                          |
| 1999 | Mini-Hopp och fiskpölen                               | BA 97110 | 1    | #315 (8/99)                                 | 35                                          |       | ✔    | SA                                        |                          |
| 1999 | Mini-Hopp får en bad-idé                              | BA 97118 | 2    | #317 (10/99)                                | 17–18                                       |       | ✔    | SA                                        |                          |
| 1999 | Brumma, Mini-Hopp och Russ                            | BA 99062 | 3    | #318 (11/99)                                | 21–23                                       |       | ✔    | Lisa Castor+JM                            |                          |
| 1999 | Vad betyder hakuna matata?                            | BA 96145 | 9    | Bamse-Extra 14                              | 69–77                                       |       | ✔    | OS                                        |                          |
| 1999 | Tumla runt i snön, Janson!                            | BA 99013 | 3    | #319 (12/99)                                | 32–34                                       |       | ✔    | AnK+JM                                    |                          |
| 1999 | Bamses skola: Så här fungerar ett ånglok              |          | 1    | #320 (13/99)                                | 18                                          |       | ✔    | SA                                        |                          |
| 1999 | Bamse och runstenen                                   |          | 8    | #320 (13/99)                                | 26–33                                       |       | ✔    | [Idé: JG] OS                              |                          |
| 1999 | Bamse och vedtjuvarna                                 | BA 98135 | 10   | Bamses jul-album 9                          | 3–12                                        |       | ✔    | SA+LiW                                    |                          |
| 1999 | Farmor lagar rättvisegröt                             | BA 97136 | 2    | Bamses jul-album 9                          | 33–34                                       |       | ✔    | SA+LiW                                    |                          |
| 2000 | Bamses skola: om runor                                | BA 99102 | 2    | #321 (1/00)                                 | 22–23                                       |       | ✔    | OS                                        |                          |
| 2000 | Brumma och Damm-Tussa                                 | BA 99060 | 5    | #321 (1/00)                                 | 25–29                                       |       | ✔    | JM                                        |                          |
| 2000 | Det är tanken som räknas                              | BA 97024 | 5    | #321 (1/00)                                 | 30–34                                       |       | ✔    | SA+JM                                     |                          |
| 2000 | Bamses skola: om bad                                  |          | 1    | #322 (2/00)                                 | 26                                          |       | ✔    | SA                                        |                          |
| 2000 | Fy Katten för spratten                                | BA 99109 | 5    | #322 (2/00)                                 | 30–34                                       |       | ✔    | AK+JM                                     |                          |
| 2000 | Bamses skola: om Djungis Khan                         | BA 99147 | 2    | #323 (3/00)                                 | 22–23                                       |       | ✔    | JG                                        |                          |
| 2000 | Mini-Hopp och pannkakorna                             | BA 99005 | 3    | #323 (3/00)                                 | 24–26                                       |       | ✔    | JG                                        |                          |
| 2000 | Bamses skola: om vattenväsen                          | BA 99156 | 2    | #324 (4/00)                                 | 22–23                                       |       | ✔    | JM                                        |                          |
| 2000 | Bamse och Mona Lisa                                   | BA 99056 | 20   | #326 (6/00)                                 | 3–22                                        |       | ✔    | OS                                        |                          |
| 2000 | Mickelinas paket                                      | BA 99142 | 2    | #333 (13/00)                                | 33–34                                       |       | ✔    | DLk                                       |                          |
| 2001 | Bamse och Guld-Gnoms skatt I (1/2)                    | RAPM1    | 14   | #334 (1/01)                                 | 3–16                                        |       | ✔    | RA                                        |                          |
| 2001 | Bamse och Guld-Gnoms skatt II (2/2)                   | RAPM2    | 21   | #335 (2/01)                                 | 3–23                                        |       | ✔    | RA                                        |                          |
| 2001 | Bamse och igelkottarna                                | BA 97092 | 9    | #336 (3/01)                                 | 20–28                                       |       | ✔    | OS+JM                                     |                          |
| 2001 | Bamse åker bort                                       | BA 99093 | 1    | #339 (6/01)                                 | 24                                          |       | ✔    | OS+DA+JG+LiW                              |                          |
| 2002 | Så här ska du göra om du går vilse i skogen           | BA 99063 | 1    | #350 (2/02)                                 | 29                                          |       | ✔    | SA                                        |                          |
| 2003 | Bamse och elden                                       | RAPM11   | 15   | #376-377 (10-11/03)                         | 3–17                                        |       | ✔    | RA                                        |                          |
| 2003 | Brum-kludden                                          | RAPM24   | 5    | #381 (15/03)                                | 46–50                                       |       | ✔    | RA                                        |                          |
| 2003 | Med pensel som svärd                                  | RAPM25   | 6    | #382 (16/03)                                | 29–34                                       |       | ✔    | RA                                        |                          |
| 2004 | Bamses skola: Polarforskning                          | BA 03204 | 1    | #385 (1/04)                                 | 20                                          |       | ✔    | RA                                        |                          |
| 2004 | Bamses skola: Polartrakterna Arktis och Antarktis     | BA 03223 | 1    | #385 (1/04)                                 | 21                                          |       | ✔    | RA                                        |                          |
| 2004 | Brum – en ensam liten målare                          | RAPM59   | 12   | #386 (2/04)                                 | 38–49                                       |       | ✔    | RA                                        |                          |
| 2004 | Fel tid!                                              | RAPM50   | 15   | #396 (12/04)                                | 20–34                                       |       | ✔    | RA                                        |                          |
| 2005 | Skidstafett                                           | RAPM31   | 10   | # (1/05)                                    | 25–34                                       |       | ✔    | RA                                        |                          |
| 2005 | Ungarnas skidstafett                                  | RAPM32   | 7    | #403 (2/05)                                 | 21–27                                       |       | ✔    | RA                                        |                          |
| 2005 | Sjöröveri med Viktoria                                | RAPM27   | 11   | #408 (6/05)                                 | 3–13                                        |       | ✔    | RA                                        |                          |
| 2006 | "Akta dej för tanter, Krösus!"                        | RAPM16   | 15   | #408 (6/05)                                 | 3–17                                        |       | ✔    | RA                                        |                          |
| 2006 | Vart tog Bamse vägen?                                 | RAPM45   | 18   | #434 (14/06)                                | 4–21                                        |       | ✔    | RA                                        |                          |
| 2008 | Vargkusinerna blir mjölksugna                         | BA 97112 | 1    | Bamses äventyr #17                          | 31                                          |       | ✔    | SA                                        |                          |
| 2011 | Roligt och ruskigt på tivoli                          | RAPM26   | 10   | #518 (8/11)                                 | 25–34                                       |       | ✔    | RA                                        |                          |
| 2011 | I sjötrollens grotta                                  | RAPM42   | 16   | Bamses äventyr #36                          | 32–47                                       |       | ✔    | RA                                        |                          |
| 2013 | Den hemska leken                                      | BA 97196 | 20   | #557 (11/13)                                | 3–22                                        |       | ✔    | Maria Cronstam                            |                          |
| 2013 | Mawazo                                                | BA12220  | 10   | #558 (12/13)                                | 3–12                                        |       | ✔    | Susanne Adolfsson (SuA)                   |                          |
| 2014 | Surre i knipa                                         | BA 12186 | 7    | #571 (7/14)                                 | 28–34                                       |       | ✔    | SuA                                       |                          |
| 2014 | Pelle Prick och småkycklingarna                       | BA13129  | 7    | #578 (14/14)                                | 15–21                                       |       | ✔    | SuA                                       |                          |
| 2015 | Ett farligt gift                                      | RAPM58   | 10   | PM-serierna vol. 4                          | 144–153                                     |       | ✔    | RA                                        |                          |
| 2015 | Bamse och Marmoria                                    | BA13012  | 20   | #586-587 (4-5/15)                           | 3–22                                        |       | ✔    | SuA                                       |                          |
| 2015 | Bamses skola: japanska yokai                          | BA15062  | 1    | #597 (15/15)                                | 27                                          |       | ✔    | Jens Hansegård                            |                          |
| 2015 | Är Farmor i Trollskogen?                              | BA 13136 | 10   | #598 (16/15)                                | 3–12                                        |       | ✔    | SuA                                       |                          |
| 2015 | Den stora julfesten                                   | BA 15049 | 18   | Bamses julalbum #25                         | 3–20                                        |       | ✔    | Jimmy Wallin (JiW)                        |                          |
| 2016 | Bamse och den märkliga förtrollningen                 | BA 15072 | 20   | #611-612 (11-12/16)                         | 3–22                                        | ✔     | ✔    |                                           |                          |
| 2017 | Bamse och besöket från rymden                         | BA 15081 | 18   | #637 (17/17)                                | 3–20                                        | ✔     | ✔    |                                           |                          |
| 2017 | Bamses skola: svarta hål                              | BA 17076 | 1    | #637 (17/17)                                | 21                                          |       | ✔    | SuA                                       |                          |
| 2017 | Den stora julkraschen                                 | BA 17021 | 16   | Bamses julalbum #27                         | 2–18                                        | ✔     | ✔    |                                           |                          |
| 2018 | En problematisk promenad                              | BA 17084 | 12   | #641 (1/18)                                 | 3–14                                        |       | ✔    | JiW                                       |                          |
| 2018 | Knocke och Smocke och dunder-honung                   | BA 17069 | 14   | #641 (1/18)                                 | 15–28                                       | ✔     | ✔    |                                           |                          |
| 2018 | Bamse och färgerna som försvann                       | BA 18009 | 18   | #647 (7/18)                                 | 3–20                                        | ✔     | ✔    |                                           |                          |
| 2018 | Bamses skola: om färglära                             | BA 18022 | 1    | #647 (7/18)                                 | 21                                          | ✔     | ✔    |                                           |                          |
| 2018 | Vad är egentligen Bamse rädd för?                     | BA 18061 | 5    | #657 (17/18)                                | 20–24                                       | ✔     | ✔    |                                           |                          |
| 2019 | Bamse och de allvetande skurkarna                     | BA 18059 | 12   | #661 (1/19)                                 | 3–14                                        |       | ✔    | JG+SuA                                    |                          |
| 2019 | Vargen – världsmästare i elakhet igen?                | BA 18062 | 17   | #667 (7/19)                                 | 3–19                                        | ✔     | ✔    |                                           |                          |
| 2019 | Är det tufft att retas?                               | BA 19079 | 6    | #674 (14/19)                                | 29–34                                       | ✔     | ✔    | [idé: JG+CB]                              |                          |
| 2019 | Skalman och stentuffarna                              | BA 19038 | 18   | #678 (18/19)                                | 8–25                                        | ✔     | ✔    |                                           |                          |
| 2020 | Vinnar-hoppet                                         | BA19086  | 7    | #681 (1/20)                                 | 3–9                                         |       | ✔    | Johannes Pinter                           |                          |

Ovan angivna BA-koder och kreatörsnamn återfinns i respektive publikation, faksimilbokserien Bamsebiblioteket och/eller i samband med repriser i olika Bamse-publikationer.
I tabellen ovan redovisas för närvarande enbart serier i det format som förekommit i huvudtiteln Bamse. Ett antal serier och serieliknande inslag i andra sidformat (exempelvis mer kvadratiska) har förekommit i bland annat Bamses naturvänner och Bamse sagoserier.

### Vogel & Sköldpadda (1994–?)
Strippserie i Mitt Örestad 1994, med publiceringsstart i nummer 2 (vecka 45 1994) sid. 21.

### Elvis (2000–)
Se huvudartikeln Elvis (tecknad serie).

### Disney (2019–)
| År   | Titel                                 | Kod        | Sid. | Publikation                | Sidnr    | Manus | Bild | Övriga manusförfattare                                          | Övriga bildskapare | Översättare    |
| ---- | ------------------------------------- | ---------- | ---- | -------------------------- | -------- | ----- | ---- | --------------------------------------------------------------- | ------------------ | -------------- |
| 2019 | Magica de Hex: Trolltiderna förändras | D 2016-002 | 5    | Kalle Anka & Co 6/2019     | s. 31–35 |       | ✔    | Aleksander Kirkwood Brown                                       |                    | Stefan Diös    |
| 2019 | Deckargåta: Den missförstådda sebran  | D 2019-015 | 1    | Kalle Anka & Co 38/2019    | s. 15    | ✔     | ✔    |                                                                 |                    | Kaija Olausson |
| 2020 | En resa för ett recept                | D 2020-010 | 10   | Kalle Anka & Co 46/2020    | s. 5–14  |       | ✔    | Joakim Gunnarsson, Unn Printz-Påhlson och Stefan Printz-Påhlson |                    | Stefan Diös    |
| 2021 | Kalle Anka: modellbyggarmästaren      | D 2020-231 | 10   | Kalle Anka & Co 41-42/2021 | s. 5–14  |       | ✔    | Joakim Gunnarsson (idé) och Maya Åstrup                         |                    | Kaija Olausson |

### Lasse-Majas detektivbyrå (2020–)
Manusförfattare till samtliga avsnitt är Susanne Adolfsson.
| År   | Kod      | Titel                      | Sidantal | Publikation                        |
| ---- | -------- | -------------------------- | -------- | ---------------------------------- |
| 2020 | LM202001 | Pantsabotören              | 14       | Lasse-Majas detektivbyrå nr 1/2020 |
| 2020 | LM202002 | Alla frusna själar         | 14       | Lasse-Majas detektivbyrå nr 1/2020 |
| 2020 | LM202004 | Handbollen som fick fötter | 8        | Lasse-Majas detektivbyrå nr 2/2020 |
| 2020 | LM202003 | Ett grönt brott            | 14       | Lasse-Majas detektivbyrå nr 3/2020 |
| 2020 | LM202013 | Iskallt brott              | 10       | Lasse-Majas detektivbyrå nr 4/2020 |
| 2020 | LM202015 | Muffinstjuven              | 8        | Lasse-Majas detektivbyrå nr 5/2020 |
| 2020 | LM202006 | Efterlyst: Gräddtårta      | 8        | Lasse-Majas detektivbyrå nr 6/2020 |
| 2021 | LM202020 | Drama i snö                | 8        | Lasse-Majas detektivbyrå nr 1/2021 |

## Priser och utmärkelser
- 2004 – Svenska Serieakademins Adamson-statyett för Elvis
- 2015 – stipendium från Tecknarnas kopieringsfond[74]
- 2018 – Stora e-boks-priset för Snipp och Snopp: Lika eller olika?
- 2018 – stipendium från Tecknarnas kopieringsfond[75]

## Utställningar
Samlingsutställningar
- 2001 – "22 serietecknare från Malmö", Hedmanska gården, 21 november–27 november[76]

Separatutställningar
- 2007 – "Elvis", Seriegalleriet, 17 november–19 december[77]
- 2018 – "Snipp och Snopp – Lika eller olika?", Landskrona museum, 4 mars–15 april[8]